# Hofstetten, Bayern
Hofstetten är en kommun och ort i Landkreis Landsberg am Lech i Regierungsbezirk Oberbayern i förbundslandet Bayern i Tyskland.
Kommunen ingår i kommunalförbundet Pürgen tillsammans med kommunerna Pürgen och Schwifting.